# Tony Ward

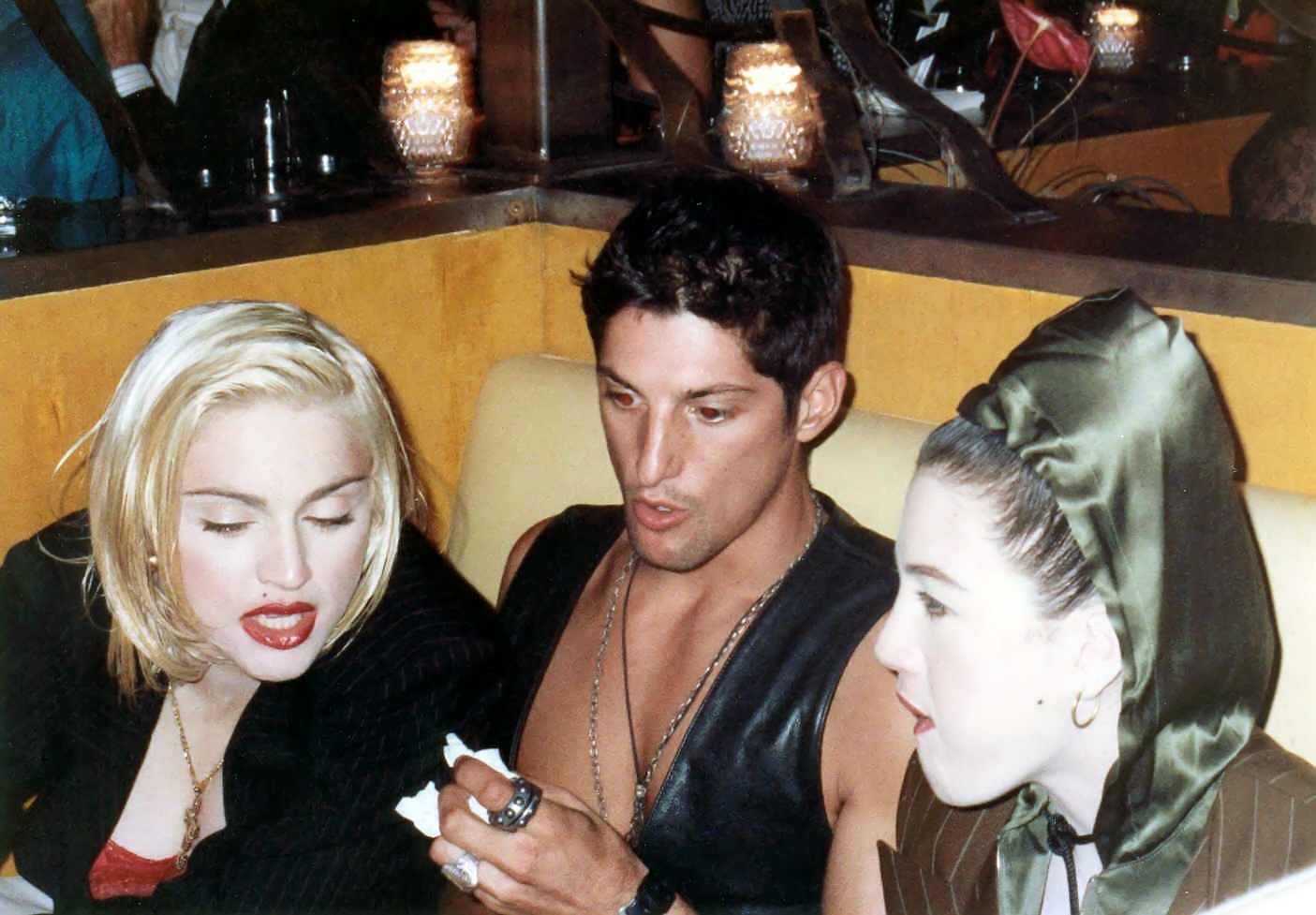
Madonna i Tony Ward (1990)

Tony Ward, właśc. Anthony Borden Ward (ur. 10 czerwca 1963 w San Jose) – amerykański aktor i model.

## Życiorys

### Wczesne życie
Urodził się i wychowywał w Santa Cruz w Kalifornii, w rodzinie pochodzenia portugalskiego, szkockego, irlandzkiego, angielskiego i szwedzkiego, jako drugi z trzech synów Karen Elizabeth Castro i Roberta Bordena Warda z Kansas. Dzieciństwo spędził głównie w San Jose. Ukończył szkołę średnią w Sonora. W wieku osiemnastu lat przeniósł się do Los Angeles. Uczęszczał do West Valley College w Saratoga w stanie Kalifornia, gdzie został odkryty przez Boba Stickle’a, nauczyciela historii, który zajmował się też wyszukiwaniem nowych talentów. Uczył się tańca klasycznego, jazzu, stepowania, baletu i tańca nowoczesnego.

### Kariera w świecie mody
W 1981, podczas studiów w San Jose w Kalifornii na kampusie uniwersyteckim został odkryty przez wykładowcę historii. Wkrótce poznał fotografa Joego House’a i w wieku 18 lat zdecydował się na pierwszą sesję zdjęciową za 75 dolarów. Pozował potem jako model do aktów w San Francisco i pod pseudonimem Franco Kier dla nowojorskiej firmy pornograficznej Colt Studio Group Colt 40.
Jego kariera w świecie mody rozpoczęła się w 1983, gdy w wieku 20 lat wziął udział w kampanii reklamowej bielizny Calvina Kleina, fotografowanej przez Herba Rittsa. W 1985 pozował nago Bruce’owi Weberowi.
Uczestniczył w sesjach zdjęciowych i współpracował z takimi fotografami jak Mario Testino, Steven Klein, Steven Meisel, Greg Gorman, Jack Pierson, Dimitris Theocharis i Terry Richardson. Pracował dla projektantów i domów mody, takich jak Roberto Cavalli, Chanel, Karl Lagerfeld, Dolce & Gabbana, Diesel, Fendi, H&M i Hugo Boss AG. Pojawił się na zdjęciach BDSM i Bondage autorstwa Ricka Castro, publikowanych w dwóch książkach fotograficznych – Castro (1990) i 13 Years of Bondage (2004), a także na fotografiach Stevena Meisela i Fabiena Barona w budzącej wiele kontrowersji książce Madonny Sex (1992) z modelką Naomi Campbell i raperem Vanilla Ice.
Ward miał podpisane kontrakty z DNA Model Management w Nowym Jorku, Why Not Model Agency i Special Management Model Agency i w Mediolanie, we Włoszech, Premier Model Management w Londynie, Photogenics Model Management w Los Angeles, Unique Models w Kopenhadze w Danii, Bananas Models w Paryżu i Panda Models w Warszawie. Założył swoją własną markę mody SixInTheFace „Hand Ravaged Clothing by Mr. Ward” (Odzież ręcznie zniszczona przez pana Warda).
Był na okładkach magazynów takich jak „In Touch” (w lutym 1991), „Mondo Uomo” (1994 z Wernerem Schreyerem), „Genre” (1996), „Russh” (w Australii w czerwcu 2010 z Ievą Lagūną), „Schön!” (w Londynie w listopadzie 2010), „iO Donna” (we Włoszech w lutym 2011), „Têtu” (we Francji w marcu 2012), „Elle Man” (edycji meksykańskiej w czerwcu 2012 i edycji czeskiej w grudniu 2018), „Antidote” (zima 2012), „Vogue” (w edycji włoskiej w lipcu 2013), „Rogue Men” (w kwietniu 2014), „Die Zeit” (we wrześniu 2014), „Spice” (w czerwcu 2015), „Manuscript” (lato 2015), „Da Man Style” (w kwietniu 2016) i „Harbor” (w Niemczech w marcu 2017).
Gościł w reality show Top Model (2014). Wziął udział w kampanii reklamowej na sezon jesień-zima 2014/2015 odzieży Vistula Group i zaprojektował trzy modele T-shirtów z grafikami własnego autorstwa.
Wystąpił w kampanii domu mody Balmain na wiosnę 2017 z Natashą Poly, Gabrielem Aubry i Jonem Kortajareną oraz The Rake 2017 z Aidenem Brady.

### Kariera filmowa
Wystąpił w skandalicznym teledysku Madonny do piosenki „Justify My Love” (1990). Studiował aktorstwo. W 1996 Ward miał pierwszą główną rolę aktorską w filmie Hustler White, w reżyserii Bruce’a LaBruce’a. Ward ponownie współpracował z LaBruce na planie dreszczowca L.A. Zombie (2010), gdzie zagrał bezdomnego ćpuna.

## Życie prywatne
21 sierpnia 1990 ożenił się z Amalią Papadimos. Jednak doszło do rozwodu. Dorabiał jako kelner, gdy poznał Madonnę, kiedy jadła obiad w restauracji w Los Angeles, w której pracował. Byli parą na przełomie lat 1990-91. 1 stycznia 2000 poślubił Shinobu Sato. Mają troje dzieci: dwie córki – Lilli Tatsu i Ruby Love oraz syna Torę Dali.

## Filmografia
| Rok  | Tytuł                                               | Rola                    | Reżyser                         |
| ---- | --------------------------------------------------- | ----------------------- | ------------------------------- |
| 1996 | Hustler White                                       | Montgomery 'Monti' Ward | Bruce LaBruce, Rick Castro      |
| 1996 | Airtime (krótkometrażowy)                           |                         | Rolf Kestermann                 |
| 1998 | Sex/Life in L.A. (dokumentalny)                     | w roli samego siebie    | Jochen Hick                     |
| 1999 | Out in Fifty                                        | Johnny                  | Bojesse Christopher, Scott Leet |
| 2002 | Liczą się tylko Frankliny (All About the Benjamins) | TJ                      | Kevin Bray                      |
| 2008 | Historia Jen (Story of Jen)                         | Ian                     | François Rotger                 |
| 2010 | Straight & Butch (dokumentalny)                     | w roli samego siebie    | Butch Cordora                   |
| 2010 | L.A. Zombie                                         | bezdomny                | Bruce LaBruce                   |
| 2010 | Out Getting Ribs (krótkometrażowy)                  |                         | Joshua Brown                    |

### teledyski
| Rok  | Tytuł                         | Wykonawca          | Reżyser                        |
| ---- | ----------------------------- | ------------------ | ------------------------------ |
| 1987 | „King Without a Crown”        | ABC                | Vaughan Arnell i Anthea Benton |
| 1988 | „I Get Weak”                  | Belinda Carlisle   | Diane Keaton                   |
| 1989 | „With Every Beat of My Heart” | Taylor Dayne       | David Kellogg                  |
| 1989 | „Like a Prayer”               | Madonna            | Mary Lambert                   |
| 1989 | „Cherish”                     | Madonna            | Herb Ritts                     |
| 1990 | „Justify My Love”             | Madonna            | Jean Baptiste Mondino          |
| 1990 | „I'll Be Your Everything”     | Tommy Page         | Greg Masuak                    |
| 1992 | „Erotica”                     | Madonna            | Fabien Baron                   |
| 1995 | „Misogyny”                    | Rusty              | Bruce LaBruce                  |
| 1996 | „Say You’ll Be There”         | Spice Girls        | Vaughan Arnell                 |
| 1996 | „Fastlove”                    | George Michael     | Vaughan Arnell, Anthea Benton  |
| 1999 | „That Girl”                   | Esthero            | Patrick Hoelck                 |
| 2000 | „Jealous”                     | Sinéad O’Connor    | Mike Lipscombe                 |
| 2005 | „Idiot”                       | Lisa Marie Presley | Patrick Hoelck                 |
| 2006 | „Twenty Five”                 | George Michael     | David Fincher                  |
| 2011 | „The Escape”                  | Auradrone          | Richard Funston                |